# Erich Mühsam

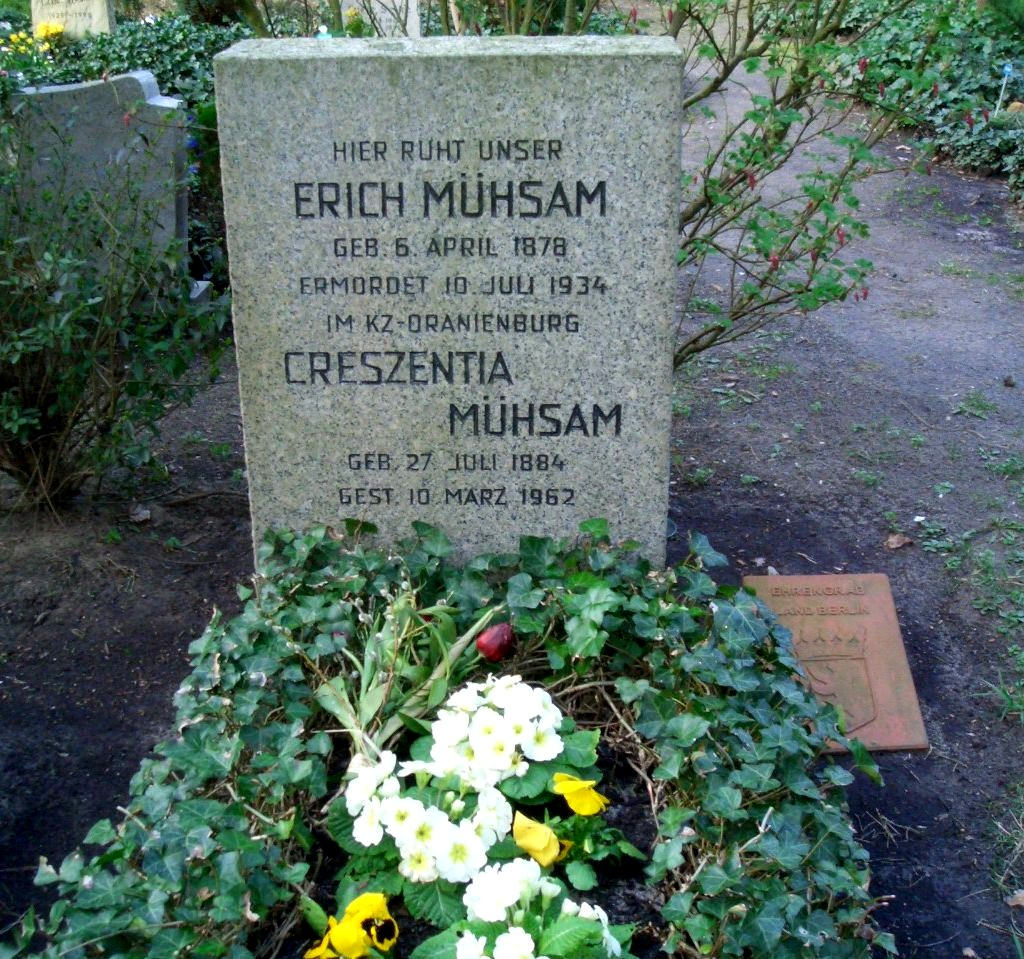
La lápida de Mühsam en Berlín, Waldfriedhof Dahlem. In memoriam Su mujer Zenzl Mühsam

Erich Kurt Mühsam (Berlín, 6 de abril de 1878 - Oranienburg, Tercer Reich, 10 de julio de 1934) fue un anarquista alemán de origen judío, escritor, periodista, poeta y dramaturgo. 
A finales de la Primera Guerra Mundial, se convirtió en uno de los principales impulsores, junto a Gustav Landauer, de la República de los consejos de Baviera. Como actor de cabaret, alcanzó fama internacional durante los años de la República de Weimar por unas obras que condenaban el nazismo y satirizaban la figura de Adolf Hitler, poco antes de su llegada al poder en 1933.
Nació en Berlín el 6 de abril de 1878 en una familia de clase media, fue el tercer hijo de hijo de Siegfried Seligmann Mühsam un farmacéutico judío y Rosaline nee Cohn. Poco después se trasladaría con su familia a Lübeck, donde ingresó en la escuela Katharineum-Gymnasium, conocida por su disciplina autoritaria y el uso de castigos físicos.
Pronto se interesó por el anarquismo, colaborando con diferentes revistas desde 1902. En 1911 fundó el periódico anarquista "Kain (Caín). Diario para la humanidad".
Participó en la Revolución alemana de 1918-1919, especialmente en la República de los consejos de Baviera. El 13 de abril de 1919, fue arrestado por las tropas gubernamentales durante un intento de golpe de Estado de los socialdemócratas y condenado a 15 años de prisión. Y nuevamente en 1933, tras el incendio de Reichstag.
Murió en 10 de julio de 1934, asesinado por las SS en el campo de concentración de Oranienburg.

## Obras
Publicó numerosos libros de poesía, obras de teatro y ensayos políticos. era conocido sobre todo por sus artículos satíricos y poemas.

### Libros
- Die Eigen (1903)
- Räterepublik (1929)
- Die Befreiung der Gesellschaft vom Staat (1932)
- Unpolitische Erinnerungen (traducción al inglés Unpolitical Remembrances) (1931) - autobiografía

### Obras de teatro
- Die Hochstapler (Los timadores) (1904)
- Die Freivermählten (1914)
- Judas (1920)
- Staatsräson (Razones de Estado) (1928)
- Alle Wetter (Todo el rato) (1930)

### Poesía
- Der Wahre Jacob (1901)
- Die Wüste (1904)
- Der Revoluzzer (1908)
- Der Krater (1909)
- Wüste-Krater-Wolken (1914)
- Brennende Erde (1920)
- Republikanische Nationalhymne (1924)
- Revolution. Kampf-, Marsch-und Spottlieder (1925)

### Diarios y periódicos
- Kain: Zeitschrift für Menschlichkeit ( Caín: Diario para la humanidad) 1911-14, 1918-19, 1924
- Farola (La Antorcha) 1926 a 1933

Además de numerosas contribuciones en periódicos anarquistas como Der Freie Arbeiter (El Obrero Libre), Der Weckruf (La Llamada de Alarma), Der Anarchist (El Anarquista), Neue Gemeinschaft (Nueva Sociedad) y Kampf (Lucha) y la edición de Der Arme Teufel (El Pobre Diablo) bajo el pseudónimos "Nolo".